# Дарен Крис
Дарен Еверет Крис (енгл. Darren Everett Criss, Сан Франциско, 5. фебруар 1987) је амерички глумац, певач и текстописац. Постао је познат глумећи у телевизијској серији Гли и добио је награде Еми и Златни глобус за главну улогу Ендруа Кананана у серији Атентат на Ђанија Версаћеа: Америчка крими прича. Такође се појавио на Бродвеју и у филмовима и објавио неколико песама као солиста и у бенду.